# Acalolepta szechuana
Acalolepta szechuana är en skalbaggsart som först beskrevs av J. Linsley Gressitt 1938.  Acalolepta szechuana ingår i släktet Acalolepta och familjen långhorningar. Inga underarter finns listade i Catalogue of Life.